# Flamand Érdek
A Flamand Érdek (hollandul Vlaams Belang, VB) a belgiumi flamand közösség egyik politikai pártja. A párt politikai nézeteit tekintve jobbtól szélsőjobbig terjedő, populista, nacionalista, euroszkeptikus, bevándorlásellenes párt, amely Flandria függetlenségét követeli. 
A politikai kommentátorok úgy jellemezték, hogy a párt hosszú évek óta egészen a közelmúltig Belgium egyetlen legmeghatározóbb EU-kritikus pártja.
A párt szigorú korlátozásokat követel a Belgiumba beengedett bevándorlók számára nézve, illetve előírná számukra a flamand kultúrához és nyelvhez való alkalmazkodást. A VB elutasítja a multikulturalizmust, bár elfogadja a többnemzetiségű Flandria létezését, amíg a nem-flamand eredetű lakosság hajlandó az asszimilálódásra. A párt saját meghatározása szerint konzervatív nézeteket vall, de a belga politikai életben a szélsőséges jobboldali pártok közé sorolják.

## A párt története

### Volksunie and Vlaams Blok
Elődeihez, a szélsőjobboldali politikát képviselő Volksunie és Vlaams Blok pártokhoz hasonlóan a Vlaams Belang is az ideológiailag meglehetősen eltérő erőket tömörítő flamand nacionalista mozgalom része. A Volksunie az 1970-es években, Hugo Schiltz elnöksége alatt, kezdte feladni szélsőséges politikai nézeteit, liberális politikusokat is befogadott és támogatta a belga szövetségi államot, amit nem nézett jó szemmel a párt jobboldali szárnya. 1978-ban a Volksunie belépett a koalíciós kormányba, amelyet Leo Tindemans miniszterelnök vezetett és elfogadta az Egmont-egyezményt (a belga szövetségi állam reformjáról).
A Volksunie-ből kiváló szélsőjobboldali politikusok két kisebb pártot hoztak létre, Flamand Nacionalista Párt-ot (Vlaams-Nationale Partij, VNP) Karel Dillen és a Flamand Néppártot (Vlaamse Volkspartij, VVP) Lode Claes szenátor vezetésével. Az 1978-as választásokon ez a két párt szövetségben vett részt Vlaams Blok néven és a szövetség eredményeként az egyik jelölt, Karel Dillen bekerült a parlamentbe. Később a két párt egyesült Vlaams Blok (Flamand Blokk) néven, de Lode Claes kilépett az egyesült pártból.
A Vlaams Blok igazán 1991 után kezdett fejlődni, amikor 2-ről 12-re nőtt parlamenti képviselőinek száma és országosan a szavazatok 6,6%-át kapta. 2003-ban a Vlaams Blok a szavazatok 11,6%-át kapta és ezzel 18 képviselői helyet szerzett magának.

### Tárgyalás és átalakulás
2002-ben a három nonprofit egyesületet, amelyek lényegében a Vlaams Blok magját alkották, "közösség elleni izgatás és faji megkülönböztetés" vádjával beperelték. Az eljárást az esélyegyenlőségért és a rasszizmus ellen létrehozott kormányzati alapítvány (hollandul: Centrum voor gelijkheid van kansen en voor racismebestrijding, CEOOR, franciául: Centre pour l'égalité des chances et la lutte contre le racisme, CECLR) és a belga emberi jogi liga (hollandul: Liga voor Mensenrechten) és 2004 áprilisában a genti feljebbviteli bíróság elítélte ezt a három alapítványt, miután bűnösnek találta azokat diszkriminációra való felbujtásban. A Vlaams Blok fellebbezését a brüsszeli legfelsőbb bíróság 2004 novemberében elutasította.
Az ítéletet követően a Vlaams Blok még 2004-ben feloszlatta önmagát, de a párt vezetősége és a tagok megalakították a Vlaams Belang pártot, és lényegében ugyanazt a politikát folytatták. Ezt megerősíti, hogy a Vlaams Belang vezetőinek nyilatkozatai szinte szóról szóra megegyeznek a Vlaams Blok volt vezetőinek nyilatkozataival.
Ennek ellenére a Vlaams Belang megalapításakor új arculatot akartak adni a pártnak és széles körben hirdették a párt változását és megbízhatóságát, amint azt a belga titkosszolgálatok is megállapították. A párt programjét csak annyiban módosították, hogy a hatályos belga törvényeknek megfeleljenek és a Vlaams Blok korábbi jelszavát: Eigen volk eerst ("Népünk mindenekelőtt") hivatalosan elhagyták – bár a Vlaams Belang vezetői és tagjai a mai napig használják.
A Vlaams Belang támogatói szemében a Vlaams Blok elleni per politikai indíttatású volt. és azt hangoztatták, hogy a belga politikusok csak azért változtatták meg a törvényeket, hogy a Vlaams Blokot el tudják ítéltetni. A Pro Flandria, egy akadémikusokból és üzletemberekből álló független flamand szervezet, nyílt levelet tett közzé a tárgyalásról 2003-ban, és ebben úgy érveltek, hogy "a politikai ellenfeleket nyílt fórumokon, érvek segítségével kell legyőzni, hogy a választók is képben legyenek... A bíróságot nem szabad politikai bosszú céljából felhasználni, ha politikai eszközökkel nem tudjuk elérni céljainkat."
Egyes vélemények szerint a Vlaams Blok szándékosan veszítette el a pert, amely propagandacélokból jobb szolgálatot tett a párt vezetőségének. "A párt vezetőinek a per elvesztése sokkal érdekesebb volt. A győzelem szóba se került." Elméletileg a VB fellebbezhetett volna az Emberi Jogok Európai Bíróságához, de a VB egyik szenátora, Joris Van Hauthem 2005-ben kijelentette: "Ha Strasbourgba (vagyis az Emberi Jogi Bíróság elé) mentünk volna, akkor lett volna esélyünk procedurális alapon megtámadni az ítéletet. De a párt egyik jogi képviselője már benyújtott egy magánkeresetet, amiben az ítélet érvelését kívánta támadni. A bíróság biztosan összekapcsolta volna a két keresetet és így teljesen biztosan elvesztettük volna a pert. A flamand parlament jogi szolgálatának véleménye szerint az emberi jogi bíróság nem is tudta volna érvényteleníteni a belga feljebbviteli bírósát ítéletét, legfeljebb kártérítésre kötelezhette volna a belga államot.
A párt egyik politikusa, Gerolf Annemans ügyvéd azonnal botrányt keltett a Vlaams Belang megalapításakor, amikor ezt mondta a perben részt vevő ügyvédekre és bírákra utalva: "A per fontosabb jogi figuráinak neve örökké bevésődött az emlékezetembe, és ezennel figyelmeztetem őket." Annemand szerint kifakadása csak meggondolatlan reakció volt arra, hogy Marc Timperman, a legfelsőbb bíróság ügyésze, egy héttel korábban az ítélethirdetés során kinevette a VB ügyvédeit. A VB mindvégig azt hangoztatta, hogy Timperman politikai okokból kapta állását (korábban a VLD párthoz tartozó igazságügyminiszter, Marc Verwilghen kabinetfőnöke volt).

### 2006-os helyi önkormányzati választások
A 2006-os belga önkormányzati választásokon a VB meglehetősen jól szerepelt: Antwerpenben a második helyet szerezték meg a szocialisták mögött, összesen 20 helyet szereztek a városi önkormányzati testületben (18-at maga a VB, 2-t pedig koalíciós partnere, a VLOTT).
Ehhez hasonlóan az Antwerpen tartományban is jelentős előrelépést tett a párt, szinte minden településen sikerült képviselői helyeket szerezni. Hoboken és Deurne körzetekben pedig megnyerték a választásokat. A többi párt csak a marxista-leninista Belga Munkapárt (Partij van de Arbeid van België, PVDA) segítségével tudott hatalmon maradni.
Flandria többi részében is jelentősen többen szavaztak a VB-re, mint a korábbi választások alkalmával, a VB-képviselők száma közel megkétszereződött, 439-ről 800-ra. Ezt csak részben magyarázza, hogy a párt több választókerületben állított képviselőket, mint jogelődje 2000-ben.
A VB-t a többi párt egy ún. cordon sanitaire létrehozásával mégis kizárta a kormányzásból önkormányzati szinten, vagyis a helyi pártok olyan koalíciókat alkottak, hogy a VB ne tudjon kormányzati pozícióba kerülni.

### 2007-es választások
A 2007. június 10-én megtartott országos választásokon a párt 17 képviselői helyet nyert a 150 fős képviselőházban és 5 helyet a 40 fős szenátusban. A párt jelenleg nem tagja a belga szövetségi kormánynak.

### Szövetségi, európai és flamand választások 2019
A Flamand Érdek volt a 2019-es választások nagy nyertese. Rangsorban a második helyen végzett a flandriai pártok között. 12,6%-ot szerzett flamand, 0,9%-ot vallon és 8,3%-ot szövetségi szinten, ami 23, illetve 18 helyet jelent. Európai szinten a párt 12,3 százalékos növekedés után egy helyről háromra emelkedett.
Azóta a Flamand Érdek minden közvélemény kutatáson az ország legnagyobb pártjának bizonyul.

### Koalíciós tárgyalások 2019
A választások utáni új szövetségi kormány megalakulása számára hamar világossá vált, hogy a párt körüli “cordon sanitaire” kitart. Flamand szinten az N-VA, a legnagyobb párt, ennek ellenére viszont szóba állt a Flamand Érdekkel. A tárgyalások augusztusig folytak, de egyetlen másik párt sem akarta a Flamand Érdeket a kormányba, meg másféle formában sőt tolerancia-támogatással sem. A Flamand Érdek végül 2019. augusztus 12-én kiesett, de az N-VA, az Open Vld és a CD&V közötti végső formációs tárgyalások kezdetéül szolgáló memorandumban az elemzők a Flamand Érdek bélyegét látták bizonyos ajánlatokban.
Több elemző arra számít, hogy a 2024-es választások után, ahol igazi győzelmet jósolnak, a Flamand Érdek fontos szerepet játszhat a flamand kormány megalakításában.

## Ideológiai háttere
A párt politikájának két legfontosabb pontja Flandria önállósága, illetve a bevándorlásra meghatározott szigorú kvóták bevezetése.

### Lényegesebb politikák
A párt legfontosabb követelései:
- Függetlenség Flandriának. A VB szerint ennek hátterében az a pénzügyi transzfer áll, amely Flandriától Vallónia és a Brüsszeli régió felé irányul és amit igazságtalannak tartanak.[27] A Vlaams Belang szerint ennek következménye, hogy igen magasak a munkaerőköltségek, ami rontja Flandria európai és nemzetközi versenyképességét. A függetlenség kikiáltása után a kétnyelvű Brüsszel Fővárosi Régió területi és történelmi okokból szintén Flandriához tartozna.
- Szorosabb együttműködés Flandria és Hollandia között, amely igen hasonló a korábban a Vlaams Block által javasolt szövetségi rendszerhez. A Vlaams Belang szeretne szorosabb kötelékeket kiépíteni Francia Flandria részeivel, ahol flamand nemzetiségű lakosság él.
- A franciaajkú lakosság számára létrehozott adminisztratív és oktatási létesítmények megszüntetése (mint pl. francia nyelvű ügyintézés, kétnyelvű feliratok, francia tannyelvű általános iskolák), amelyeket abban a hat önkormányzatban hoztak létre, amelyek Brüsszel város déli és Vallónia északi határa között helyezkednek el és ahol a lakosság jelentős részének anyanyelve francia.
- Minden olyan gazdasági bevándorló deportálása, akik nem "asszimilálódnak", vagyis nem olvadnak be a flamand kultúrába. A politikai jogokért küzdő emigránsoknak pedig belga állampolgárságért kell folyamodni és ezzel együtt le kell mondani eredeti állampolgárságukról. A Vlaams Blok korábbi terve a bevándorlók és leszármazottaik deportálásáról már nem szerepel a párt programjában.
- Európa iszlamizálódásának ellenzése, amely a VB szerint a legfélelmetesebb történelmi folyamat.
- Törökország Európai Uniós tagságának megakadályozása.
- Az Európai Unió reformja, az EU bürokráciájának csökkentése, a régiók önállóságának növelése. A Vlaams Belang ellenzi a jelenlegi, "demokráciamentes" EU-t és csak mint szörnyszülött-et emlegeti.
- Teljes és feltétel nélküli amnesztia mindenkinek, akit a második világháború után a náci Németországgal való kollaborálásért ítéltek el. A Vlaams Belang állítása szerint a legtöbb elítélt csak a flamand nacionalista mozgalom tagja volt és a vallon ellenőrzés alatt álló belga igazságszolgáltatási rendszer áldozata. A párt az 1961-es belga "Vermeylen" amnesztia nem általános érvényű, mint pl. Hollandiában vagy Franciaországban, hanem csak akkor ad amnesztiát, ha az elítéltek sajnálatukat fejezik ki a háború alatt elkövetett tetteikért.
- Holland és német mintára az önvédelem jogának kiterjesztése az egyes személyek házára és tulajdonára.
- A gyermekek után járó juttatások jelentős emelése, illetve annak engedélyezése, hogy ha mindkét szülő alkalmazott, akkor az egyik otthon maradjon a gyermeket nevelni. Az intézkedés elsődleges célja a Flandriában is csökkenő születési arány emelése lenne.
- Az azonos neműek közötti házasságot engedélyező törvény, valamint az azonos nemű párok örökbefogadását lehetővé tevő törvényjavaslat ellenzése.
- Az abortusz betiltása, kivéve ha nemi erőszak történt vagy orvosi okokból indokolt. A Vlaams Belang a nem kívánt terhességekből születő gyerekeket az örökbefogadási törvények követelményeinek lazításával kívánja elhelyezni.
- A jelenlegi oktatási rendszer megőrzése, amelyet 2003-ban a Programme for International Student Assessment jelentése a legjobbnak minősítette a felmérésbe bevont országok közül. Az is igaz, hogy az OECD jelentése szerint az iskolarendszer csak a belga (flamand vagy vallon) gyermekek számára előnyös. A bevándorlók gyermekeinek körében a flamannd oktatási rendszer az egyik legrosszabbnak bizonyult. Ennek oka, hogy a bevándorlók gyermekeinek 54%-a nem beszél otthon hollandul.
- A rasszizmus, a Holokauszt-tagadás és a diszkrimináció ellen hozott törvények érvénytelenítése, a szólásszabadság érvényesítése.
- A 2003-as belga kormánydöntés érvénytelenítése,[28] amelynek értelmében Belgium nem épít új atomerőműveket és 2025-ig bezárja jelenlegi erőműveit. A Vlaams Belang álláspontja szerint a jelenlegi atomerőműveket korszerűsíteni kell a bezárás helyett.
- Szabadpiaci intézkedések, mint pl. a kormányzati beavatkozások csökkentése a belga gazdaságban. A VB emellett lényegesen egyszerűbb adórendszert szeretne, egységes adókulcsot a személyi jövedelemadózásra, illetve a nulla adókulcs bevezetését az alacsony jövedelmű háztartások támogatása érdekében.
- A nyugdíjrendszer reformja, amely a jelenlegi elosztó rendszert nyugdíjalapokkal váltaná fel. A VB szerint Nyugat-Európában a belga nyugdíjrendszer van a legrosszabb állapotban.[29]
- A belga szakszervezetek kifizetési funkciójának megszüntetése a munkanélküli segélyek esetében, amely a VB szerint a szakszervezeteket is érdekeltté tenné a munkahelyteremtésben.

### Cordon Sanitaire
A Vlaams Belang jelenleg Belgium egyik legnagyobb politikai pártja, a párt támogatottága folyamatosan növekszik 1978 óta, amikor elődje, a mára betiltott Vlaams blok megalakult. Ennek ellenére a párt sehol sincs hatalmon, tehát egyetlen belga önkormányzatban sem tölt be vezető szerepet, a belga politikai életben létrejött Cordon Sanitaire megállapodásnak köszönhetően. A megállapodást a többi belga párt kötötte, amelyek élesen szemben állnak a VB nacionalista, szélsőséges politikai nézeteivel és megegyeztek, hogy semmilyen formában nem lépnek koalícióra a VB-vel. A VB vezető politikusai szerint a párt platformja nem ütközik a hatályos belga törvényekbe, de ennek ellenére a többi párt morálisan és politikailag elfogadhatatlannak tartja.
A 2004-es helyi választások után a Vlaams Belang rövid ideig részt vett a flamand regionális kormány megalakítása körüli tárgyalásokban, de végül nem kapott kormányzati szerepet. A párt előretörése és a lakosság körében kedvezőbb megítélése miatt a 2006-os helyi önkormányzati választások során úgy tűnt, hogy a cordon sanitaire helyenként feloldják, de erre végül nem került sor.
A cordon sanitaire kritikusai (mind a VB politikusai, mint más megfigyelők) szerint a lépés a demokrácia szabályainak semmibe vevése, és lényegében hatástalan a VB elleni küzdelemben. A legnagyobb flamand pártok néhány politikusa is kétségbe vonta a megegyezés hatásosságát és néhányan köztük a VB-al folytatott nyílt vitát támogatják. Az egyik legnagyobb flamand nyelvű napilap, a De Standaard kijelentette, hogy a VB-ot ugyanúgy fogja kezelni, mint minden más politikai pártot.
Azonban a CD&V egyik vezető politikusa, korábbi flamand és szövetségi miniszterelnök Yves Leterme kijelentette egy interjúban, hogy ha pártjának valamelyik helyi szervezete megegyezésre jut a VB-val, akkor azt a szervezetet kizárják a pártból.

### Állami támogatás
A Vlaams Belang, szélsőséges nézetei miatt, igen kényes politikai kérdés Belgiumban, elsősorban Flandriában, ahol a párt legnagyobb bázisa található. A VB fellépésére adott egyik válasz volt a párt állami támogatásának csökkentése, illetve megvonása, de a flamand régióban jelenleg kevesen támogatják ezeket az intézkedéseket, amelyeket hatástalannak tartanak.
2006. május 18-án a Kif Kif és MRAX (Movement against Racism, Antisemitism and Xenophobia, vagyis Mozgalom a Rasszizmus, Antiszemitizmus és Idegengyűlölet Ellen), flamand és vallon politikai pártok támogatásával keresetet nyújtottak be a Vlaams Belang ellen a belga államtanácshoz (Raad van State (hollandul), Conseil d'État (franciául)). A kereset lényege volt, hogy a Vlaams Belang ellenzi az Emberi Jogok Európai Egyezménye által lefektetett alapjogokat és kérte a párt állami támogatásának (évente 2,1 millió euró) megszüntetését. A keresetben hivatkoztak Filip Dewinter egyik kijelentésére is, amelyben pártját "iszlámellenesnek" nevezte egy interjúban." A keresetben annak megállapítását is kérték, hogy a Vlaams Belang gyakorlatilag a korábban betiltott Vlaams Blok politikai nézeteit képviseli.

## Támogatottság
1999-ben a Vlaams Blok 584 392 szavazatot kapott az Európai Parlamenti választásokon. 5 évvel később a párt 981 587 szavazatot kapott a flamand régióban és 21 297 szavazatot a brüsszeli régióban.
Az 1999-es választási eredmények felhasználásával készült a Leuveni Katolikus Egyetem tanulmánya a Vlaams Blok támogatóiról.
A tanulmány alapján a VB támogatói elsősorban az alacsonyan iskolázott rétegekből kerültek ki, azonban a tanulmány nem talált semmilyen összefüggést a VB-szavazók kora, neme vagy foglalkozása tekintetében.
A tanulmány másik megállapítása a VB-szavazók szektorális elhelyezkedésére vonatkozott: a párt támogatóinak nagy része a magánszektorban dolgozott, ahol a vállalatok erős nemzetközi versenynek vannak kitéve, míg a közszférában foglalkoztatottak között szinte minimális a párt támogatottsága.
A szerzők harmadik megállapítása, hogy a VB-szavazók általában kedvezőtlen véleménnyel voltak a belga gazdaság kilátásaival kapcsolatban, illetve a legtöbben elidegenedtek a hagyományos politikai pártoktól.